# Division 2 1947/48
Die Division 2 1947/48 war die neunte Austragung der zweithöchsten französischen Fußballliga. Zweitligameister wurde der OGC Nizza.

## Vereine
Teilnahmeberechtigt waren die 16 Vereine, die nach der vorangegangenen Spielzeit weder in die erste Division aufgestiegen waren noch ihren Profistatus – freiwillig oder gezwungen – aufgegeben hatten. Dazu kamen vier Erstligaabsteiger. Neulinge, die Profistatus angenommen hatten, gab es in dieser Saison nicht.
Somit waren in dieser Saison folgende 20 Mannschaften vertreten:
- vier Mannschaften aus dem äußersten Norden (US Valenciennes-Anzin, SA Douai, AC Amiens, Absteiger Racing Lens),
- zwei aus Paris und der Champagne (CA Paris, AS Troyes-Savinienne).
- zwei aus dem Nordosten (SR Colmar, Racing Club Franc-Comtois Besançon),
- sieben aus dem Westen (US Le Mans, FC Nantes, SCO Angers, AS des Charentes Angoulême, dazu die Absteiger Le Havre AC, FC Rouen und Girondins AS du Port Bordeaux),
- fünf aus dem Südosten (Lyon Olympique Universitaire, AS Béziers, Olympique Nîmes, AS Avignon, OGC Nizza).

Einen direkten Auf- und Abstieg in Abhängigkeit vom sportlich erzielten Ergebnis hatte es vor dem Zweiten Weltkrieg lediglich zwischen erster und zweiter Profi-Division gegeben; danach war dauerhaft ein Abstieg in die dritthöchste Spielklasse eingeführt worden. Außerdem konnte ein Zweitdivisionär dann absteigen, wenn er seine Lizenz abgab oder sie ihm entzogen wurde. Bisherige Amateurmannschaften hingegen konnten auch weiterhin nur dann zur folgenden Saison in die Division 2 aufsteigen, wenn sie vom zuständigen Verband FFF die Genehmigung erhielten, professionellen Status anzunehmen.

## Saisonverlauf
Jede Mannschaft trug gegen jeden Gruppengegner ein Hin- und ein Rückspiel aus, einmal vor eigenem Publikum und einmal auswärts. Es galt die Zwei-Punkte-Regel; bei Punktgleichheit gab das Torverhältnis den Ausschlag für die Platzierung. In Frankreich wird bei der Angabe des Punktverhältnisses ausschließlich die Zahl der Pluspunkte genannt; hier geschieht dies in der in Deutschland zu Zeiten der 2-Punkte-Regel üblichen Notation.
Wie im Vorjahr der FC Sochaux dominierte auch diesmal eine Mannschaft die Ligasaison: OGC Nizza belegte am Ende den ersten Aufstiegsplatz und hatte zudem die mit Abstand meisten Treffer aller 22 Vereine geschossen und die wenigsten Gegentore hinnehmen müssen. Deutlich dahinter hatte es einen Dreikampf um den zweiten Rang gegeben, in dem sich die Elsässer aus Colmar knapp gegenüber den beiden normannischen Division-1-Absteigern Le Havre und Rouen hatten durchsetzen können.
In der unteren Tabellenregion wehrten sich sechs Mannschaften ab Rang 15 dagegen, die mit dem Abstieg gleichbedeutende „rote Laterne“ übernehmen zu müssen; in dieser Auseinandersetzung hatte letztlich Avignon das Nachsehen, während mit dem CA Paris eines der Gründungsmitglieder des Professionalismus von 1932 diesem Los noch einmal entging. Nach Saisonende gab dann zusätzlich Angoulême seinen Profistatus freiwillig auf.
In den 380 Begegnungen der Division 2 wurden 1.362 Treffer erzielt; das entspricht einem Mittelwert von 3,6 Toren je Spiel. Die Torjägerkrone gewann Henri Arnaudeau aus Bordeaux mit 28 Toren.
Zur folgenden Spielzeit kam aus der ersten Division nur Olympique Alès dazu, weil der andere designierte Absteiger Red Star mit Stade Français fusionierte und so die Klassenzugehörigkeit faktisch erhielt. Außerdem erteilte die FFF der AS Monaco und dem SC Toulon wieder eine Profilizenz. Der 1. FC Saarbrücken aus dem Saarland wurde ebenfalls zur Teilnahme an der zweiten Division zugelassen, durfte darin als FC Sarrebruck allerdings nur außer Konkurrenz spielen.

## Abschlusstabelle
| Pl. | Verein                     | Sp. | S  | U  | N  | Tore    | Quote | Punkte |
| --- | -------------------------- | --- | -- | -- | -- | ------- | ----- | ------ |
| 1.  | OGC Nizza                  | 38  | 26 | 6  | 6  | 109:360 | 3,03  | 58:18  |
| 2.  | SR Colmar                  | 38  | 23 | 6  | 9  | 083:430 | 1,93  | 52:24  |
| 3.  | Le Havre AC (A)            | 38  | 22 | 6  | 10 | 077:400 | 1,93  | 50:26  |
| 4.  | FC Rouen (A)               | 38  | 19 | 11 | 8  | 069:420 | 1,64  | 49:27  |
| 5.  | Girondins ASP Bordeaux (A) | 38  | 18 | 9  | 11 | 077:470 | 1,64  | 45:31  |
| 6.  | Lyon OU                    | 38  | 19 | 5  | 14 | 071:590 | 1,20  | 43:33  |
| 7.  | SCO Angers                 | 38  | 19 | 5  | 14 | 070:640 | 1,09  | 43:33  |
| 8.  | Racing Lens (A)            | 38  | 15 | 11 | 12 | 071:520 | 1,37  | 41:35  |
| 9.  | AC Amiens                  | 38  | 18 | 5  | 15 | 070:720 | 0,97  | 41:35  |
| 10. | US Valenciennes-Anzin      | 38  | 16 | 8  | 14 | 076:630 | 1,21  | 40:36  |
| 11. | FC Nantes                  | 38  | 16 | 6  | 16 | 079:810 | 0,98  | 38:38  |
| 12. | Racing FC Besançon         | 38  | 15 | 7  | 16 | 068:720 | 0,94  | 37:39  |
| 13. | Olympique Nîmes            | 38  | 13 | 9  | 16 | 068:670 | 1,01  | 35:41  |
| 14. | SA Douai                   | 38  | 13 | 7  | 18 | 056:840 | 0,67  | 33:43  |
| 15. | AS Charentes Angoulême     | 38  | 11 | 7  | 20 | 058:105 | 0,55  | 29:47  |
| 16. | AS Béziers                 | 38  | 9  | 10 | 19 | 052:790 | 0,66  | 28:48  |
| 17. | AS Troyes-Savinienne       | 38  | 9  | 9  | 20 | 056:101 | 0,55  | 27:49  |
| 18. | US Le Mans                 | 38  | 8  | 9  | 21 | 050:740 | 0,68  | 25:51  |
| 19. | CA Paris                   | 38  | 10 | 4  | 24 | 060:770 | 0,78  | 24:52  |
| 20. | AS Avignon                 | 38  | 9  | 4  | 25 | 042:104 | 0,40  | 22:54  |

Platzierungskriterien: 1. Punkte – 2. Torquotient
| (A) | Absteiger aus der Division 1 1946/47 |